# 真壁義幹
真壁 義幹（まかべ よしもと、天文21年5月18日（1552年6月10日） - 寛永7年6月21日（1630年7月30日））は、安土桃山時代から江戸時代初期の佐竹氏家臣。真壁久幹の次男で氏幹の弟。子に真壁房幹・重幹がいる。
父が佐竹義昭に臣従した際、義昭のもとで元服を行い、一字が与えられた。小田氏治との手這坂の戦いで活躍して、式部大輔の名乗りを許される。後に常陸国筑波郡に所領を与えられて兄から別家する。長男・房幹が兄の養子となっていたために、次男の重幹に家督を譲るが後に氏幹・房幹ともに死去したために重幹が真壁氏の当主となった。佐竹氏の移封先である出羽国角館にて没する。